# Heilig Hartbeeld (Pijnacker)
Het Heilig Hartbeeld is een standbeeld in de Nederlandse plaats Pijnacker, in de provincie Zuid-Holland.

## Achtergrond
Het Heilig Hartbeeld werd opgericht aan de voorzijde van de Johannes de Doperkerk, als dank voor bescherming tijdens de Tweede Wereldoorlog en ter herinnering aan drie omgekomen mannen. Het werd gemaakt door beeldhouwer Wim Harzing en ingezegend in oktober 1946, op het feest van Christus Koning.

## Beschrijving
Het beeld toont een staande Christusfiguur, gekleed in een lang gewaad en omhangen met een stola en kazuifel. Hij houdt zijn rechterhand zegenend geheven. Op zijn borst is het Heilig Hart ingekrast.

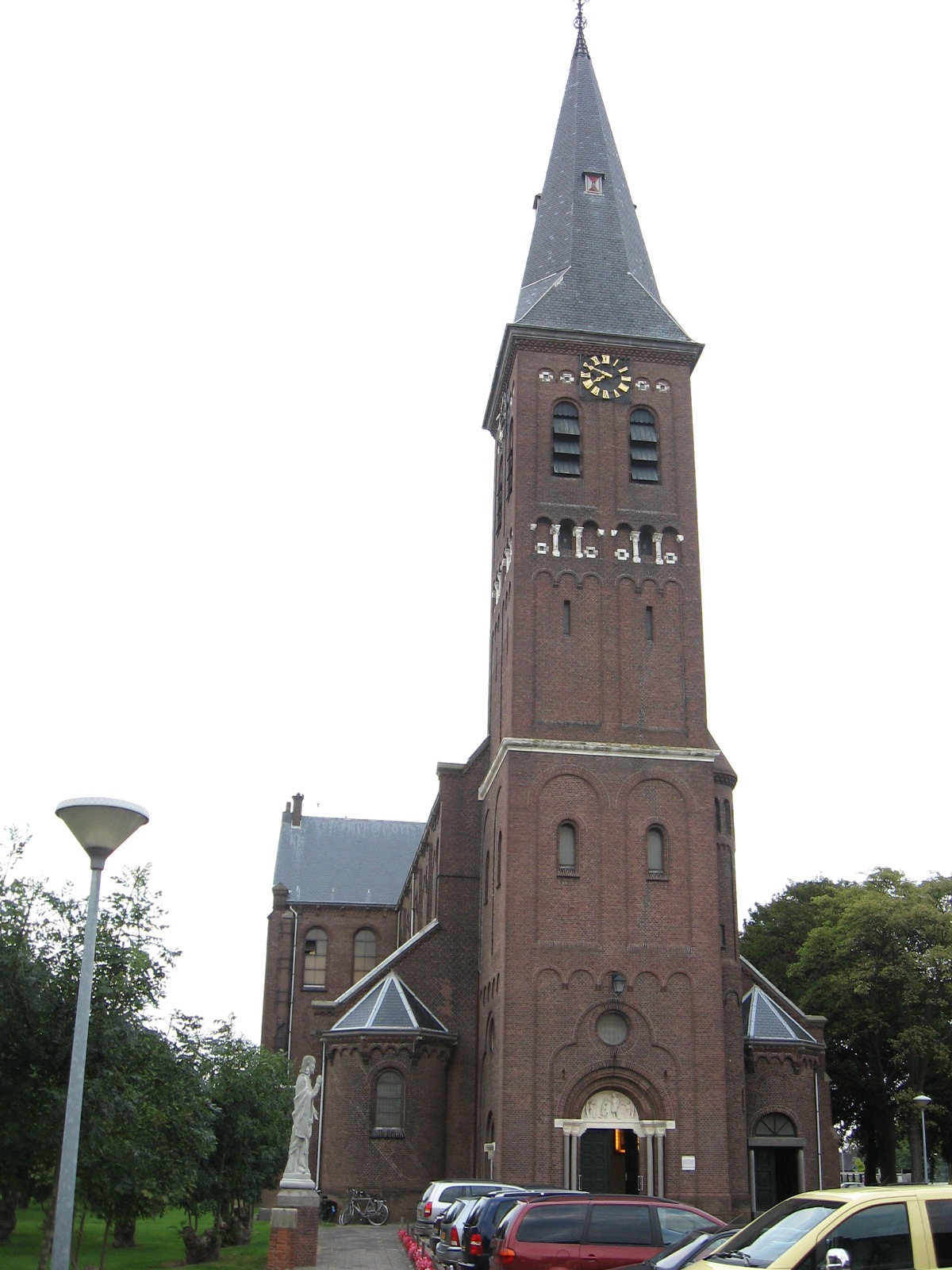
Het beeld bij de kerk

Het beeld staat op een bakstenen muurtje, waarin twee plaquettes met opschriften zijn geplaatst: 

UIT DANKBAARHEID VOOR
BEHOUDEN THUISKOMST
EN
ZICHTBARE BESCHERMING
CHRISTUS TER EER
1940 1945

IN MEMORIA ÆTERNA
ANTON VERBAKEL
*19-III-'23 † 10-I-'44
HENK HOOGENDYK
*10-IV-'23 † 18-III-'45
WIM REICHHOLDT
*1-IV-'24 † 4-VI-'46